# Сезар Мільштейн
Сезар Мільштейн (англ. Cesar Milstein; 8 жовтня, 1927 року, Байя-Бланка, Аргентина — 24 березня 2002, Кембридж, Велика Британія) — аргентинсько-британський вчений імунолог, лауреат Нобелівської премії з фізіології і медицини 1984 року «за теорії щодо специфічності в розвитку і контролі імунної системи і відкриття принципу продукції моноклональних антитіл». Разом з Георгом Келером розробив техніку отримання моноклональних антитіл.

## Біографія
Сезар Мільштейн народився 8 жовтня 1927 року в аргентинському місті Баїя-Бланка у родині вихідця з Хмельниччини Лазаря Мільштейна і Максими Вапнярськи. Закінчив Університет Буенос-Айреса і почав дисертацію з ферментативної кінетики. 1958 року переїхав до Великої Британії в Кембриджський університет, щоб продовжити дисертаційну роботу, яку захистив там же в 1960 році. Пізніше Мільштейн перейшов в Медичну дослідну раду в лабораторію Фредеріка Сенгера.
Мільштейн помер вранці 24 березня 2002 року у Кембриджі у 74 роки, через серцеву хворобу, якою хворів багато років.

## Кар'єра
Основна частина досліджень Мільштейна була присвячена вивченню структури антитіл та механізмів формування їх різноманітності. Так, працюючи у рамках цих досліджень, Мільштейн у 1975 році разом з Георгом Кьолером (який на той час був постдоком у його лабораторії), розробив гібридомний метод отримання моноклональних антитіл. За це відкриття він був удостоєний Нобелівської премії у галузі фізіології та медицини 1984 року. Дослідження Мільштейна призвели згодом до розширення використання антитіл як у науці, так і у медицині.
Сам Мільштейн зробив значний внесок у розвиток та покращення моноклональних технологій — особливо наголошуючи на використанні моноклональних антитіл як маркерів, що дозволять розрізняти різні типи клітин. Він також передбачив потенційне різноманіття ліганд-зв'язуючих реагентів, що могло бути створене у результаті застосування методик рекомбінантної ДНК до моноклональних антитіл.
Ранні роботи Мільштейна, переважно, стосувалися природи різноманітності антитіл на амінокислотному рівні, а також дисульфідних зв'язків, якими були з'єднані антитіла. Частина робіт була зроблена у співпраці з його дружиною — Селією.
Акцент у його подальших дослідженнях змістився у бік мРНК, що кодувала антитіла. У цих роботах, він навів перші докази існування попередників цих поліпептидів, що містять сигнальну послідовність. Розвиток гібридомної методики поєднаний із досягненнями у секвенуванні нуклеїнових кислот, дозволив згодом Мільштейну намітити зміни, що відбуваються в антитілах після зустрічі з антигеном. Учений показав важливість соматичних гіпермутацій генів імуноглобуліну V у формуванні афінності антитіл. Під час цього процесу, локалізована мутація генів імуноглобуліну дозволяє продукування «вдосконалених» антитіл, що своєю чергою робить значний внесок у захисний імунітет та імунологічну пам'ять. Багато з його робіт, в останні роки, було присвячено опису цих мутаційних процесів з метою зрозуміти їх механізми. Так, на цю тематику він подав рукопис до друку — менш ніж за тиждень до смерті.
Досить окремо від основних досягнень була його діяльність як провідника ідей та натхненника для багатьох працюючих у даній сфері науки. Мільштейн також приділяв увагу допомозі науці та науковцям у менш розвинутих країнах.

## Нагороди і почесті
У 1975 році Сезар Мільштейн був обраний членом Королівського товариства. Він був членом Дарвін-коледжу у Кембриджі з 1980 по 2002 роки. Нагороджений відзнакою Луізи Гросс Горовітц від Колумбійського університету у 1980 році, виграв Медаль Коплі у 1989 році. 1995 року Сезар Мільштейн став кавалером Ордену Пошани.